# Ictalurus lupus
Ictalurus lupus är en fiskart som först beskrevs av Girard, 1858.  Ictalurus lupus ingår i släktet Ictalurus och familjen Ictaluridae. IUCN kategoriserar arten globalt som otillräckligt studerad. Inga underarter finns listade i Catalogue of Life.